# Euonymus balansae
Euonymus balansae är en benvedsväxtart som beskrevs av Thomas Archibald Sprague. Euonymus balansae ingår i släktet Euonymus och familjen Celastraceae. Inga underarter finns listade.